# Маленькая Венеция (Кольмар)
Маленькая Венеция (фр. Petite Venise) — квартал в городе Кольмаре во Франции, характерной особенностью которого является большое количество каналов и пряничных (фахверковых) домов, которые построены у воды.

## История
Квартал «Маленькая Венеция» расположен на берегах канала, который протекает через центр города. Квартал состоит из небольших по размеру, фахверковых домов. Их основные цвета: голубой, белый, розовый, салатовый. Многочисленные цветы украшают окна домов. На террасах домов стоят клумбы с цветами. Здесь растет большое количество плакучих ив. Квартал расположен к югу от старого города.
На территории квартала построено много мостов небольших размеров, миниатюрных гондол, ресторанов на воде.
В квартале «Маленькая Венеция» расположен магазин «Arts et Collections d’Alsace». В нём продаются изделия, для изготовления которых использовалась набивная ткань кельш. Ткань достаточно плотная, в бело-голубую или бело-красную клетку. Ткань создают полукустарным способом, а рисунок на ткань наносят, используя деревянный пресс. Очень часто эту ткань используют для создания скатертей и салфеток.
На противоположенном берегу от квартала «Маленькая Венеция», расположен бывший квартал рыбаков.Там же находится улица Rue de la Herse. В прошлом - это улица красных фонарей, весёлых прачек и суровых рыбаков. Сюда съезжались любители любовных утех из трёх стран. Теперь здесь живёт респектабельная публика. И никто не помнит и не знает о весёлом прошлом этого квартала. В галерее Vin et Art теперь  можно попробовать французские натуральные и оранжевые вина, посмотреть картины художников.
Среди туристов в «Маленькой Венеции» распространены лодочные прогулки для осмотра достопримечательностей.
Перед рождественскими праздниками район «Маленькой Венеции» популярен среди туристов с детьми, потому что там можно покататься на рождественских каруселях и отправить письмо Санта-Клаусу.

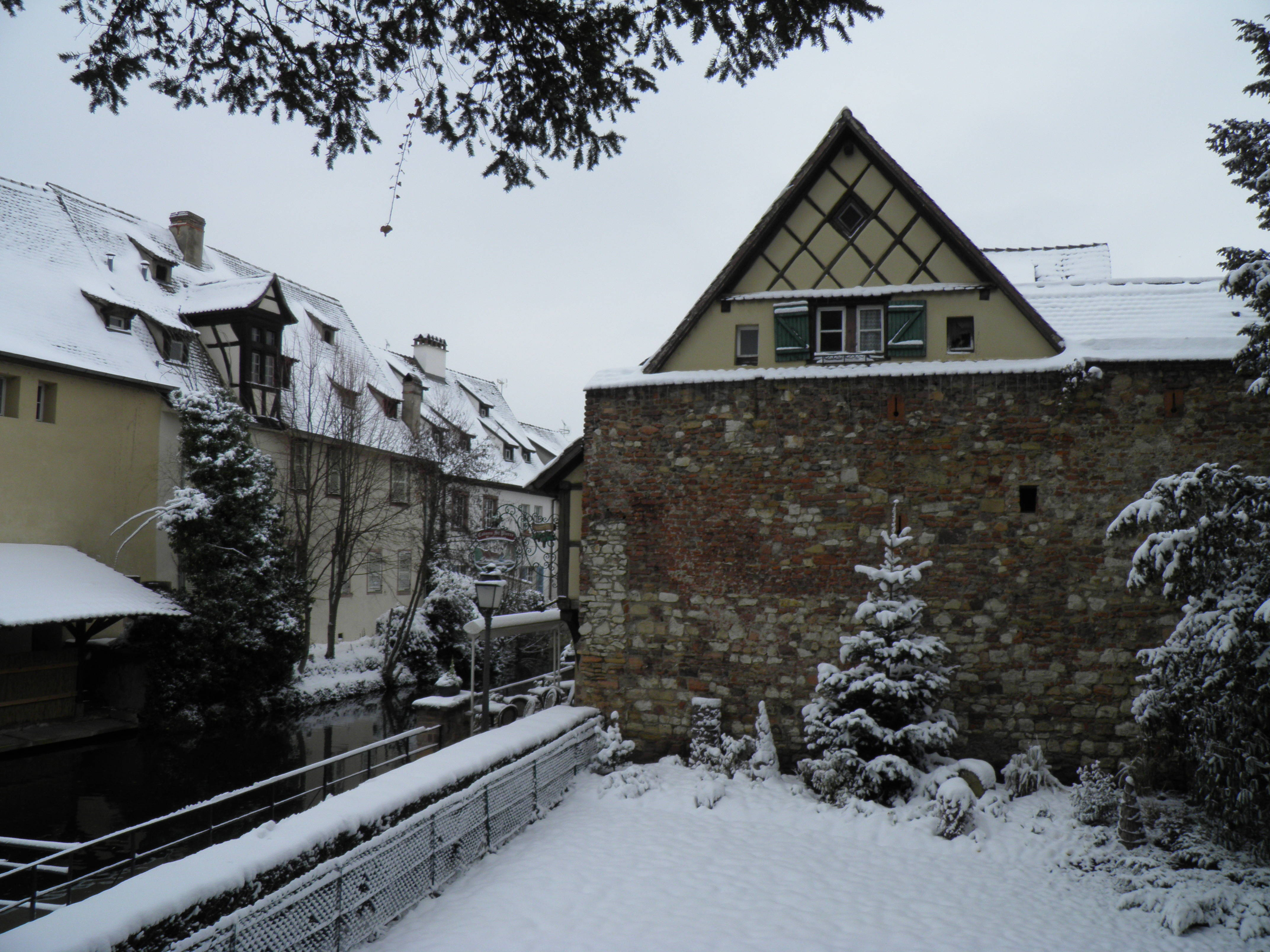
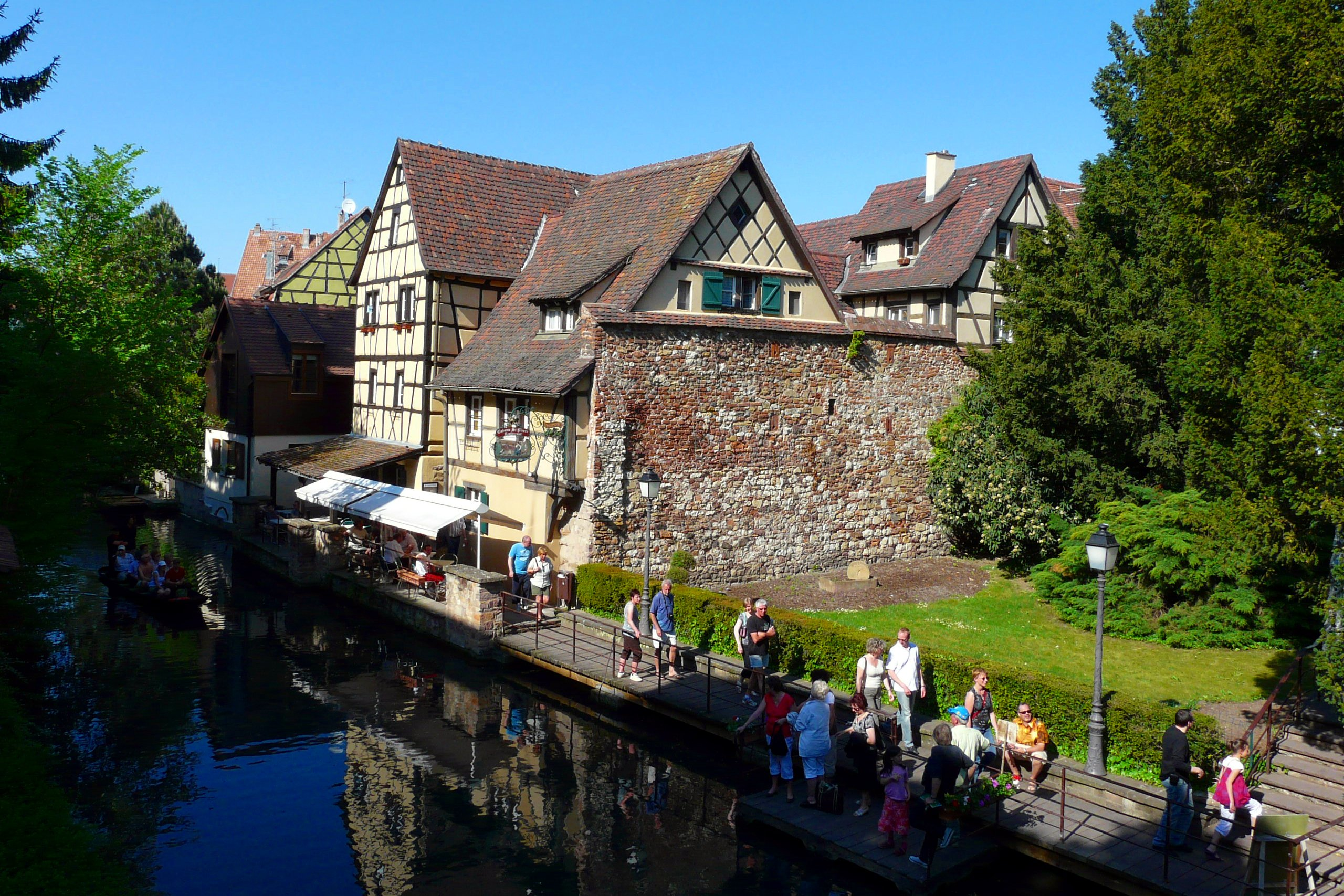
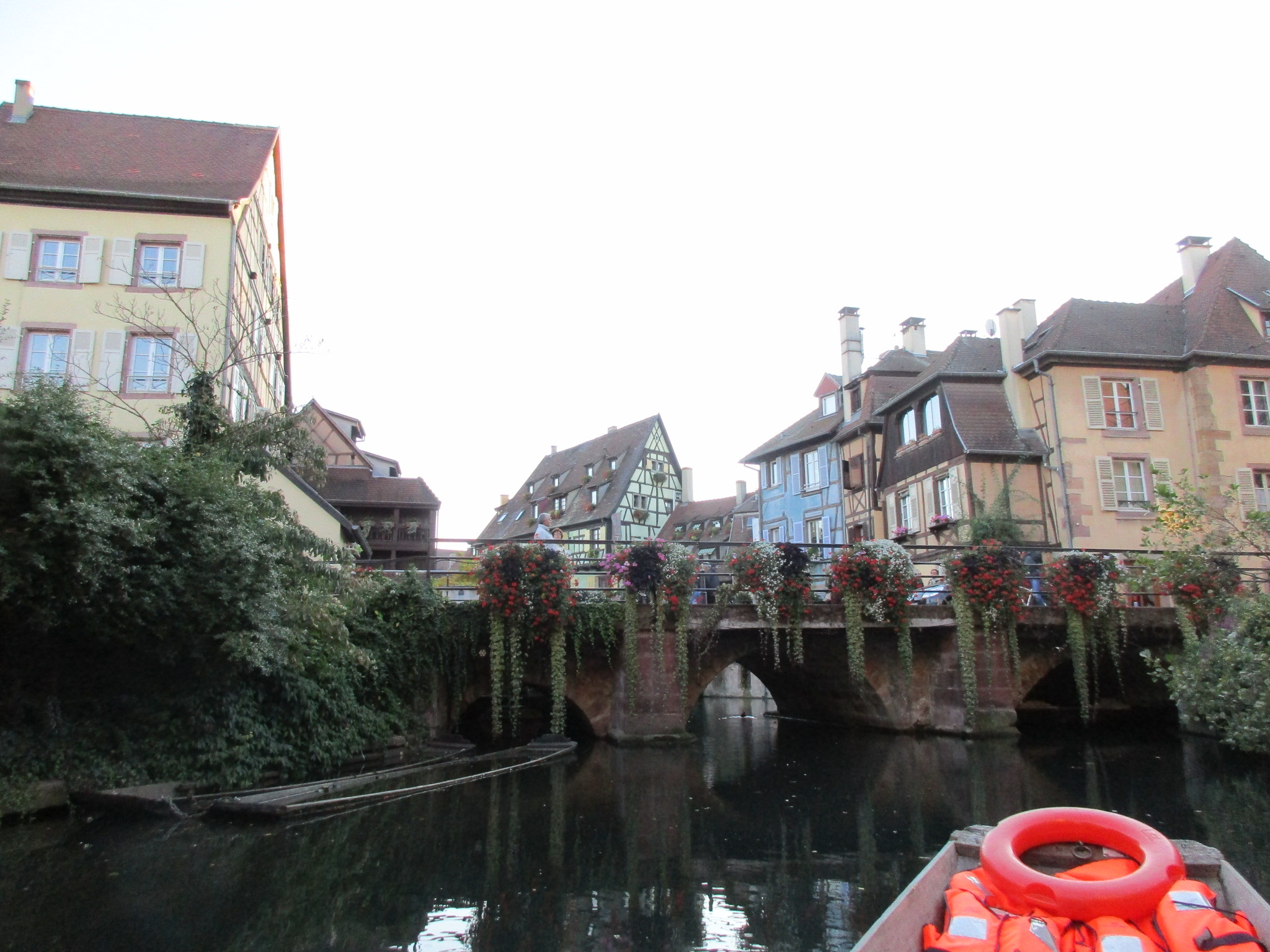
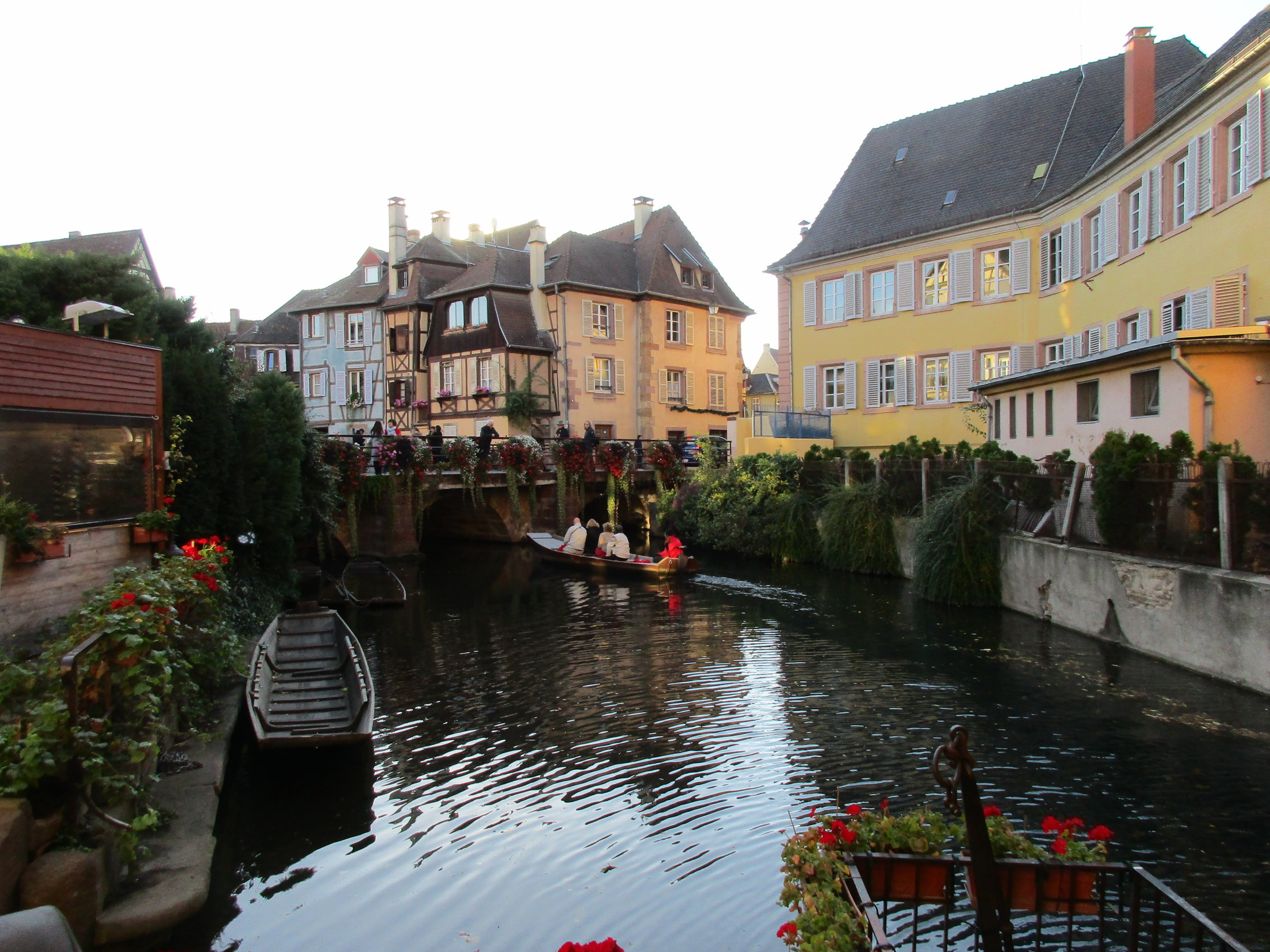
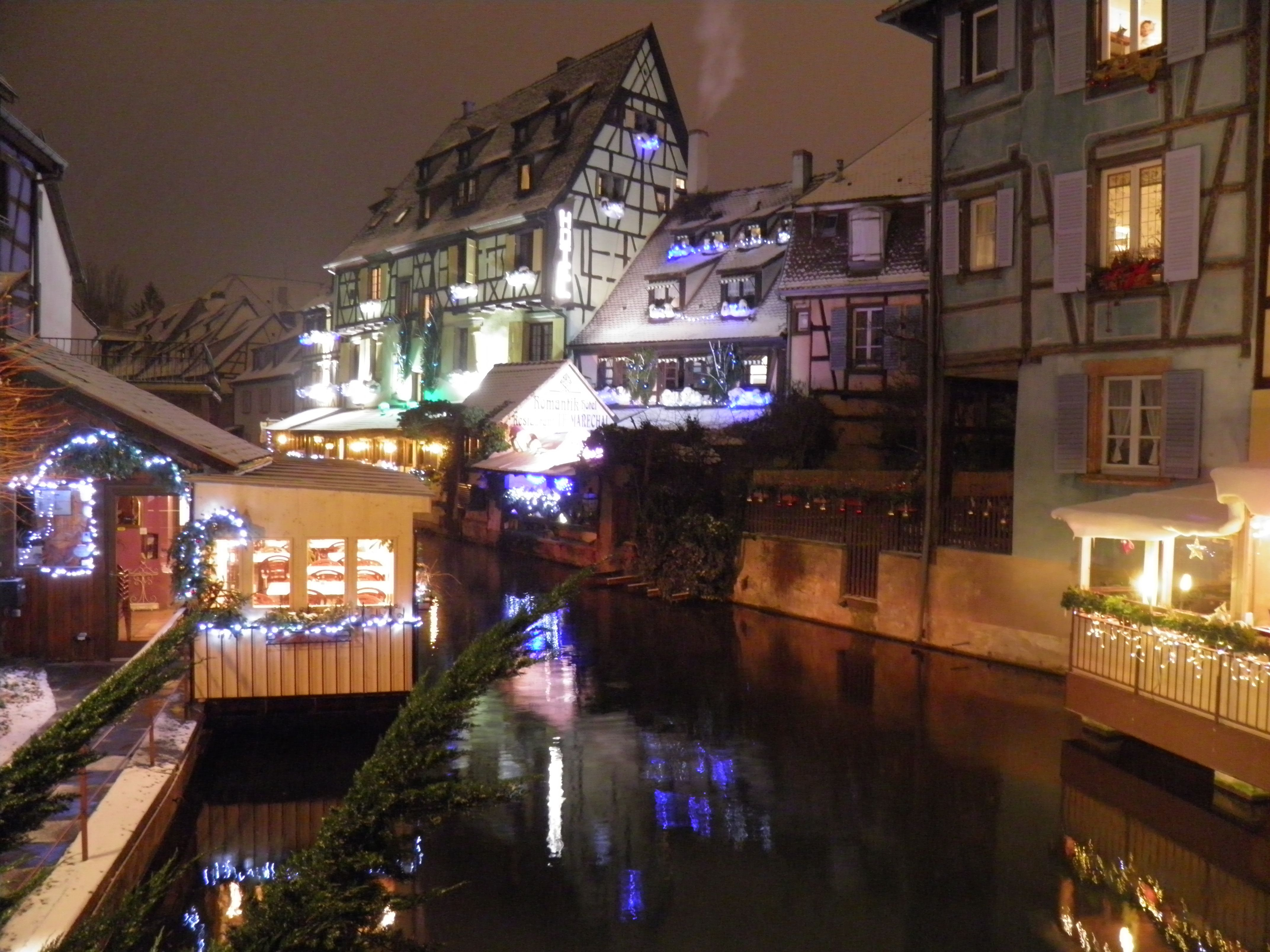
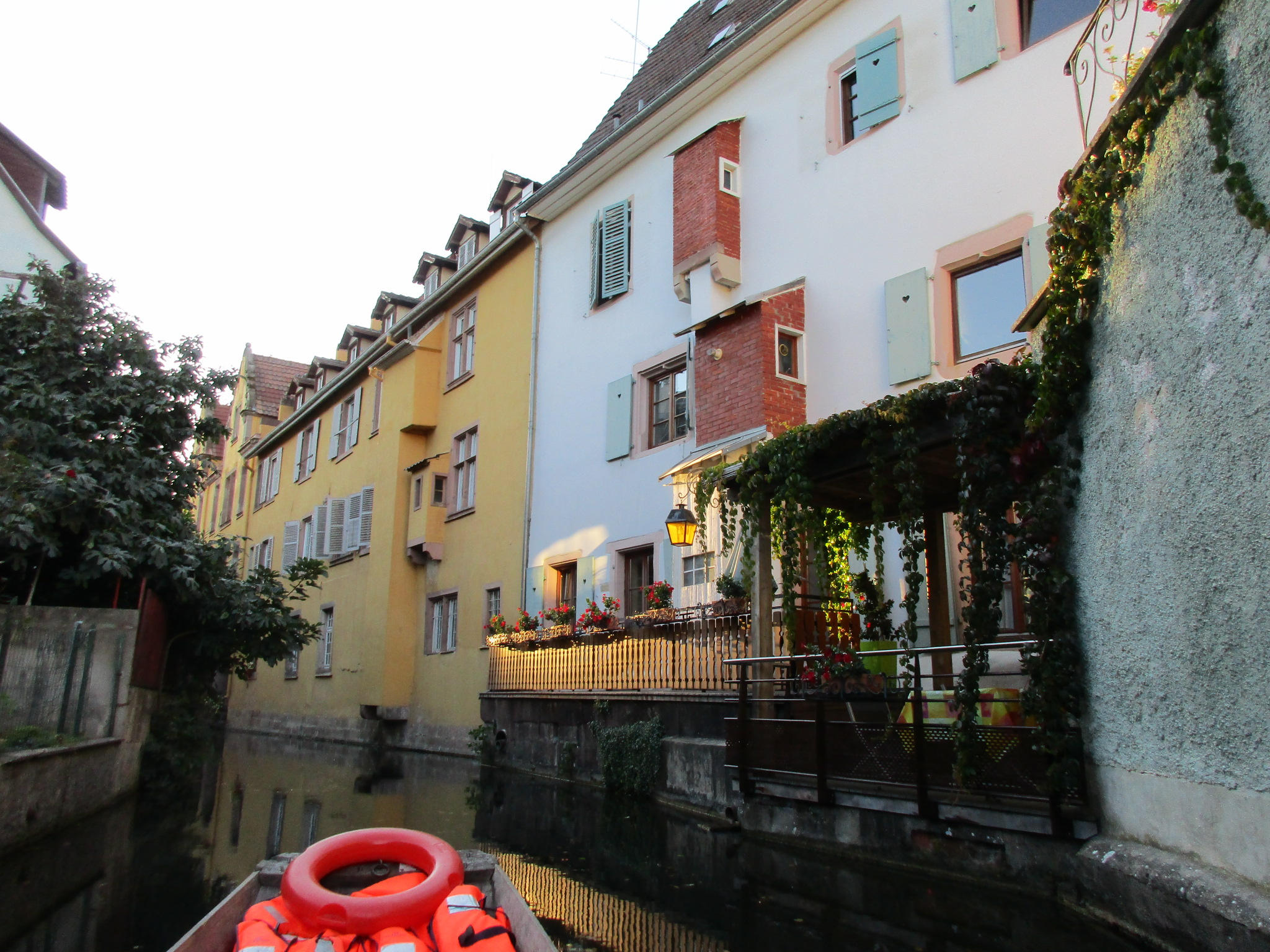
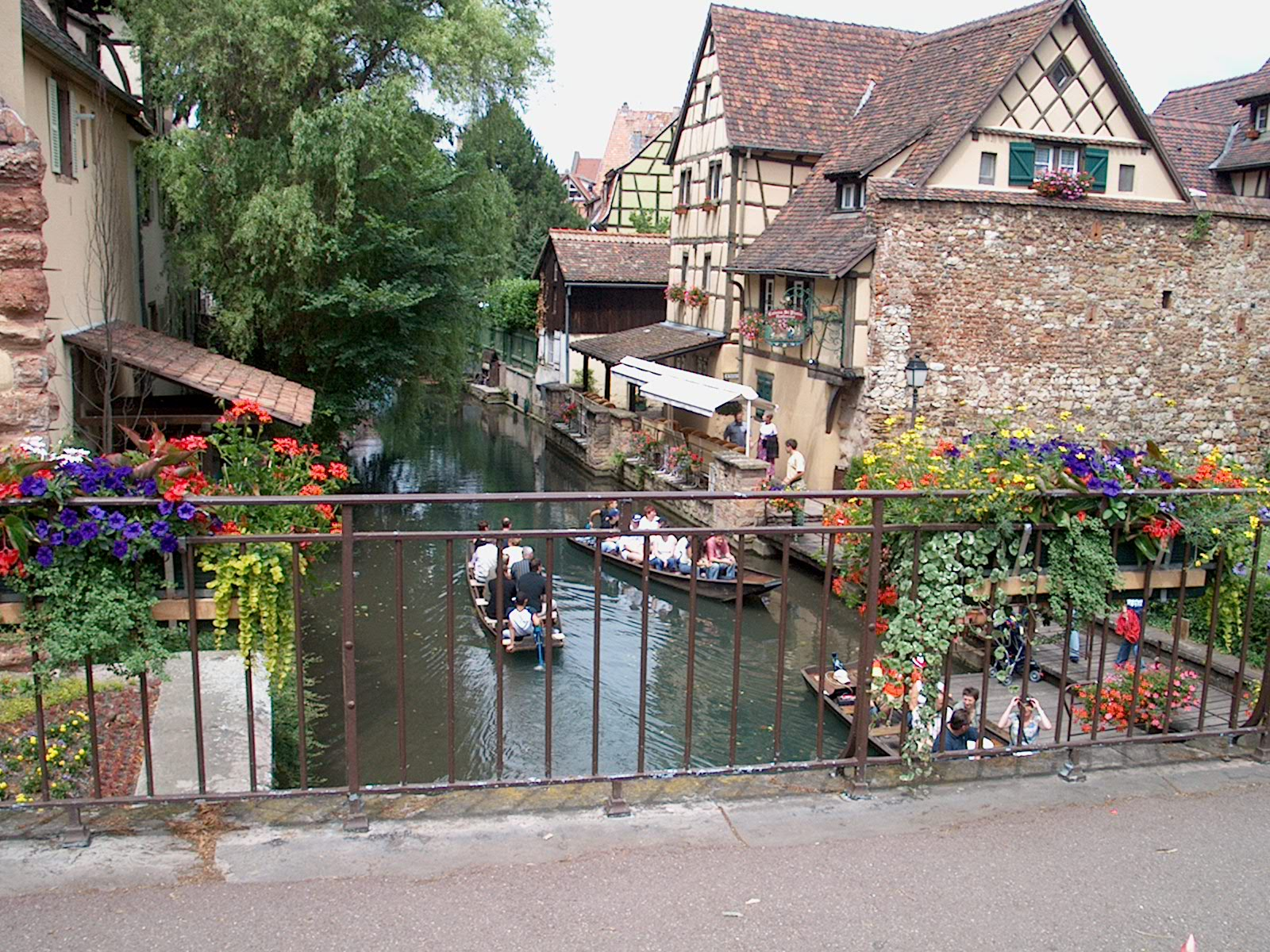
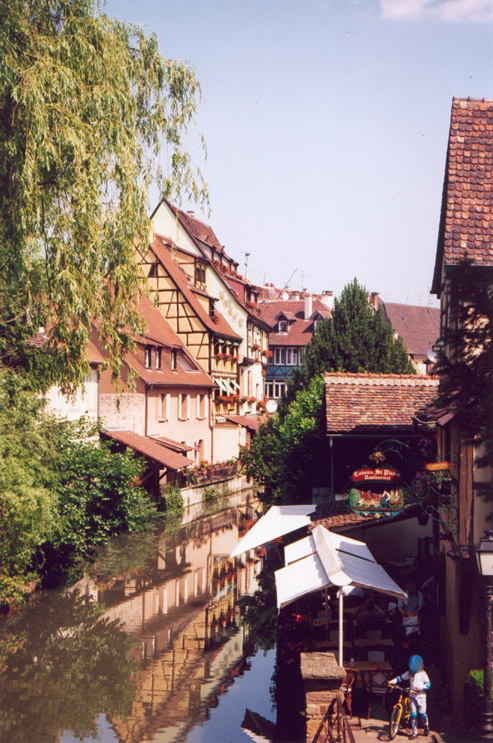
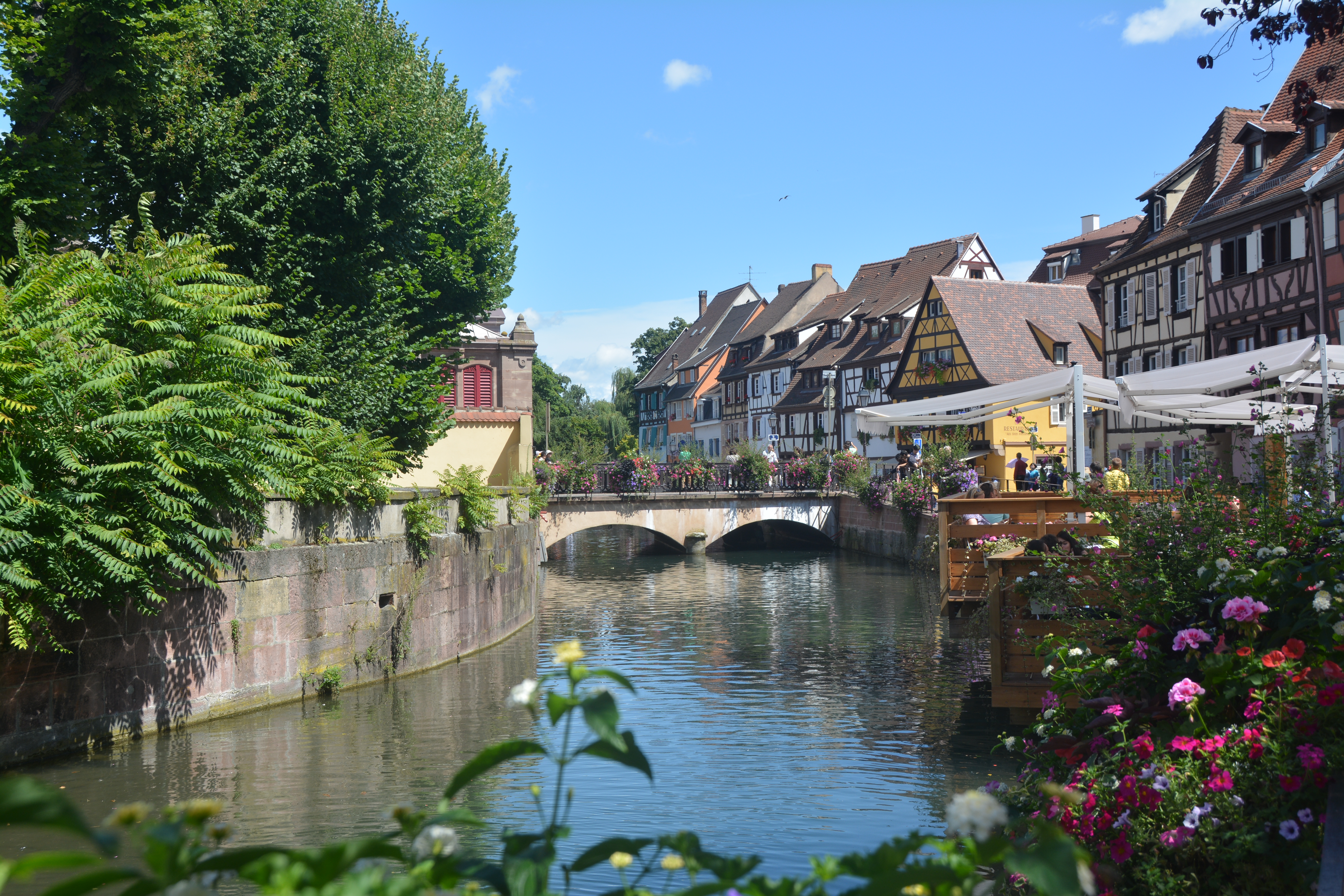
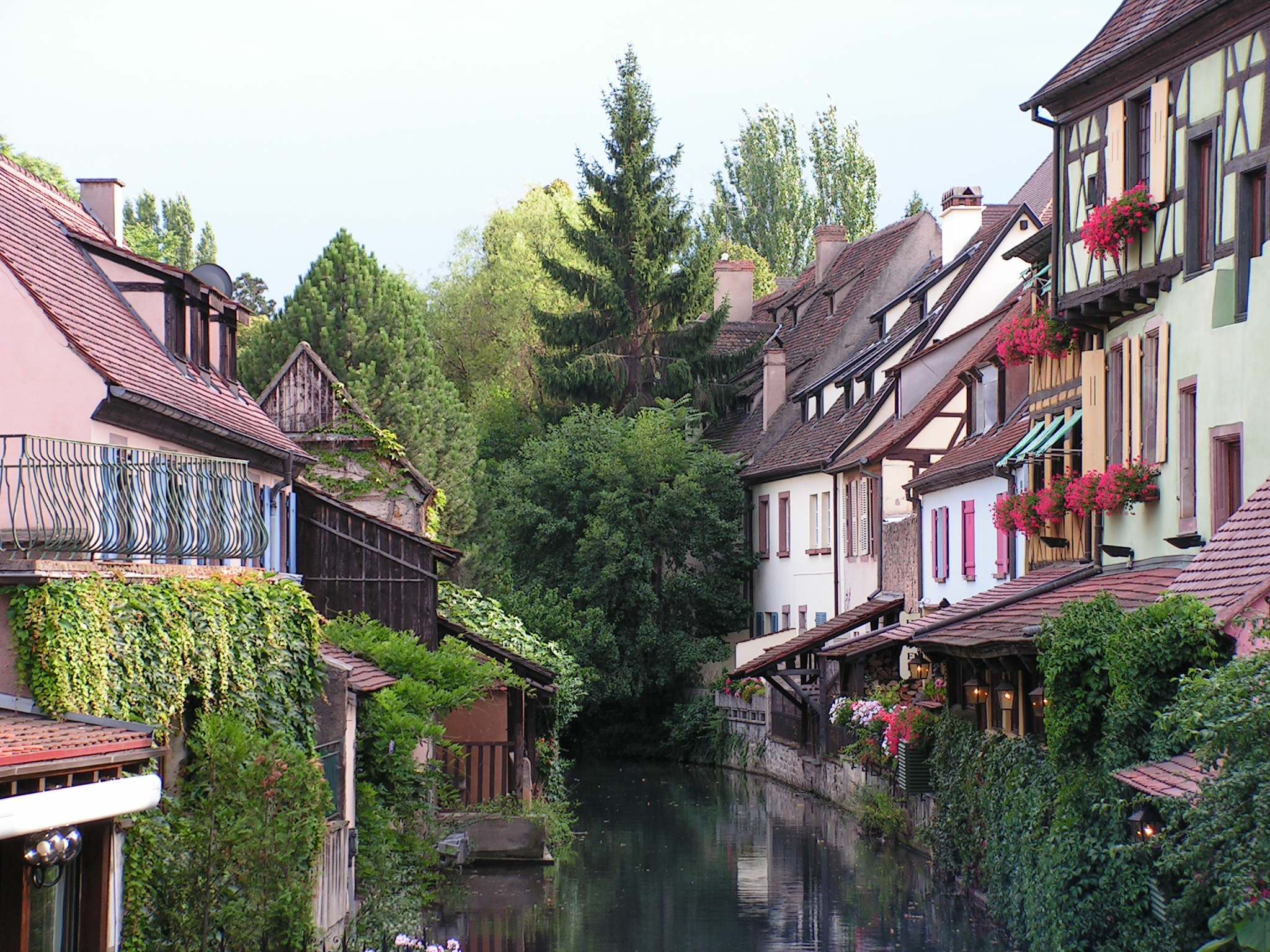
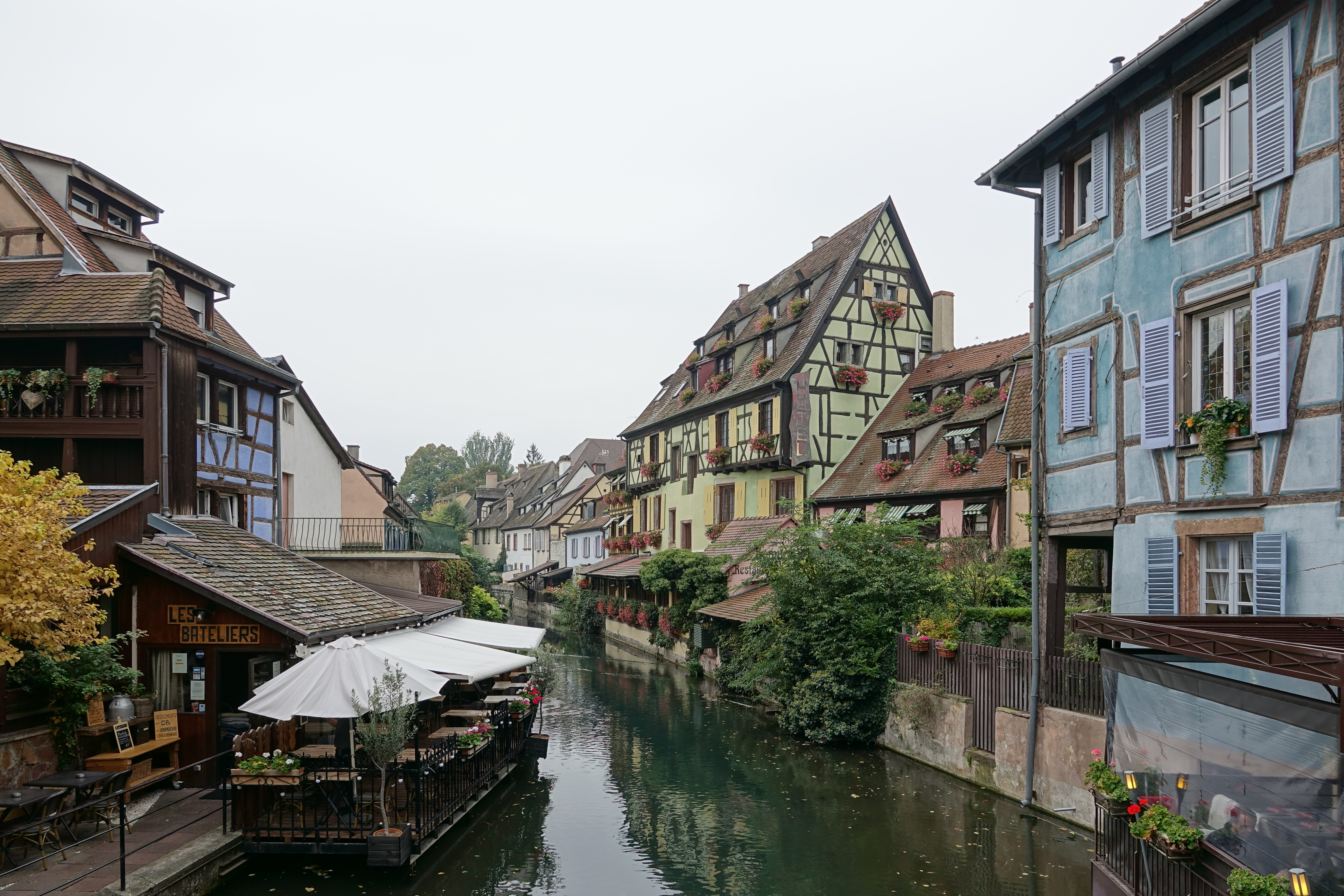
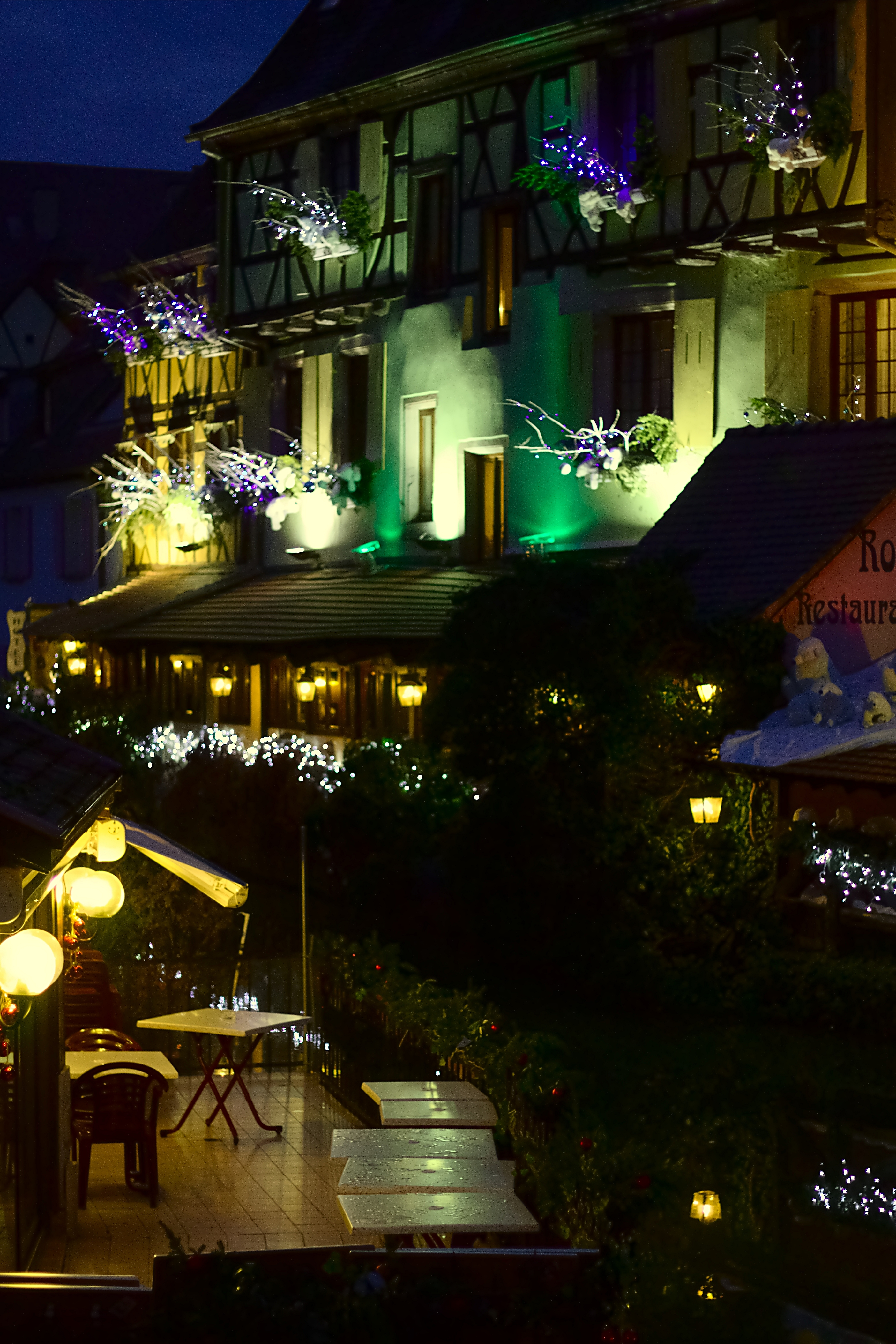